# Unbreakable Kimmy Schmidt
Unbreakable Kimmy Schmidt is een Amerikaanse sitcom, bedacht door Tina Fey en Robert Carlock. De hoofdrol wordt gespeeld door Ellie Kemper. Het eerste seizoen van de serie is uitgebracht door Netflix op 6 maart 2015. Op 12 mei 2020 verscheen als afsluiter van het vierde en laatste seizoen een special. Oorspronkelijk zou de serie van 13 afleveringen worden uitgezonden door NBC.

## Verhaal
De serie volgt de 29-jarige Kimmy Schmidt (Kemper) die zich aanpast aan het leven in New York, nadat ze is gered uit een apocalyptische sekte in Indiana. Samen met drie andere vrouwen werd ze 15 jaar lang vastgehouden in een bunker door Eerwaarde Richard Wayne Gary Wayne (Jon Hamm). Kimmy wil absoluut niet als slachtoffer worden gezien, en besluit daarom om een nieuw leven op te bouwen in New York. Ze raakt daar al snel bevriend met haar hospita Lillian Kaushtupper (Carol Kane), kamergenoot Titus Andromedon (Tituss Burgess) en wereldvreemde socialite Jacqueline Voorhees (Jane Krakowski), bij wie ze au pair is. Met behulp van haar nieuwe vrienden probeert ze zich aan te passen aan de onbekende wereld die haar jaren geleden is afgenomen.

## Seizoenen
| Seizoen | Afleveringen | Afleveringen | Datum           |
| ------- | ------------ | ------------ | --------------- |
| 1       | 13           | 13           | 6 maart 2015    |
| 2       | 13           | 13           | 16 april 2016   |
| 3       | 13           | 13           | 19 mei 2017     |
| 4       | 12           | 6            | 30 mei 2018     |
| 4       | 12           | 6            | 25 januari 2019 |
| Special | Special      | Special      | 12 mei 2020     |

## Rolverdeling
| Personage                | Acteur         |
| ------------------------ | -------------- |
| Kimmy Schmidt            | Ellie Kemper   |
| Titus Andromedon         | Tituss Burgess |
| Lillian Kaushtupper      | Carol Kane     |
| Jacqueline Voorhees      | Jane Krakowski |
| Cyndee Pokorny           | Sara Chase     |
| Gretchen Chalker         | Lauren Adams   |
| Donna Maria Nuñez        | Sol Miranda    |
| Richard Wayne Gary Wayne | Jon Hamm       |
| Xanthippe Voorhees       | Dylan Gelula   |
| Buckley Voorhees         | Tanner Flood   |
| Dong Nguyen              | Ki Hong Lee    |
| Mickey Politano          | Mike Carlsen   |
| Marcia Clark             | Tina Fey       |
| Andrea Bayden            | Tina Fey       |

## Afleveringen
Zie: Lijst van afleveringen van Unbreakable Kimmy Schmidt
Van de serie werden in vier seizoenen in totaal 51 afleveringen gemaakt, gevolgd door een special als afsluiter in 2020.